# Ahmed al-Hamidawi
Ahmed Mohsen Faraj Al-Hamidawi (né le 25 janvier 1971) est le secrétaire général et commandant des opérations spéciales des Kataeb Hezbollah, soutenues par le gouvernement iranien. Le 26 février 2020, le gouvernement américain a annoncé la classification de Hamidawi sur la liste des terroristes mondiaux. L'aile recherche La force militaire dirigée par al-Hamidawi cible les intérêts des États-Unis d'Amérique et soutient les miliciens chiites en dehors de l'Irak. Michael Knights, spécialiste des affaires militaires a déclaré, selon des sources bien informées, que Al-Hamidawi était connu pour son imprudence, ses actions étaient inattendues et il s'est concentré sur la vengeance du meurtre d'Abou Mahdi al-Mouhandis un point de contact entre Nouri Al-Maliki et les diplomates russes  et le journal Al-Ain ont rapporté le 28 février 2020 qu'Al-Hamidawi « a un long casier judiciaire ». Les États-Unis l'ont classé sur la liste des terroristes mondiaux après l'assassinat de l'ancien chef du Kataib Hezbollah, Abou Mahdi al-Mouhandis, notant que la classification d'Al-Hamidawi sur la liste n'était liée à aucune attaque terroriste menée par Al-Hamidawi, selon Nathan Sales, le coordinateur de la lutte contre le terrorisme.

## Biographie
Il est né en Irak le 25 janvier 1971. Il est marié et père de six enfants, et d'autres sources confirment qu'il réside à Jurf al-Sakhar, au sud de Bagdad, a déclaré Michael Knights. dans ses recherches publiées en octobre 2020, Al-Hamidawi a 46 ans au moment de la rédaction de cette recherche. La chaîne Al-Jidar News a rapporté qu'Al-Hamidawi est né le 25 janvier dans les années soixante du XXe siècle et qu'il est issu de la famille Faraj, de Beit Baghail, du clan Al-Bandar, du clan Al-Humaid. tribu. Ses surnoms sont Abu Hussein et Abu Hassan, et son vrai surnom est Abu Zaid, et son surnom est Al-Khal, et il a été dit qu'il s'agissait d'un titre général donné à l'ensemble du corps dirigeant des Brigades du Hezbollah. « Al-Khal » est devenu célèbre après les conflits d'Al-Sinak et d'Al-Khalani, lorsqu'il a pris d'assaut cette zone. On savait alors que le titre de Khal appartenait au secrétaire général des Brigades du Hezbollah. Ahmed Al-Hamidawi est marié à deux femmes et a deux fils, Zaid et Jaafar. Il vit avec sa deuxième épouse dans une maison de la rue Al-Midhaar dans le quartier de Baladiyat à Bagdad . même région, et il vivait auparavant à Sadr City (Al-Thawra). Al-Hamidawi dissimule les noms et surnoms des mouvements. Ses frères Arfad, Awaqad, Amjad et Ikhlid ont participé aux combats en Syrie en 2011 avec les Kataeb Hezbollah et y ont été tués en 2014 par l'opposition syrienne. Son frère Asaad travaille dans le domaine social et le département tribal des Brigades, et leur jeune frère Awaqad travaille au département de financement des Brigades.